# Chèo chẹo
Chèo chẹo thông thường,Nam Á ưng quyên (danh pháp khoa học: Hierococcyx varius) là một loài chim thuộc chi Cu cu, họ Cu cu. Đây là loài chim có kích thước trung bình phân bố ở Nam Á. Loài này hiện diện từ Pakistan ở phía tây đến phần lớn bán đảo Ấn Độ từ độ cao khoảng dưới 800m ở dưới chân núi Hymalaya, phía đông Bangladesh và phía nam vào Sri Lanka. Một số con ở Ấn Độ trú đông tại Sri Lanka. Trong các ngọn đồi ở trung tâm Sri Lanka, giống ciceliae là loài định cư. Nó nhìn chung là loài định cư nhưng khu vực cao hơn và trong các khu vực khô cằn thì nó là loài di cư cục bộ. Nó được tìm thấy ở độ cao thấp hơn (chủ yếu dưới 1000m) của dãy Himalaya, nhưng tại các khu vực cao hơn, chèo chẹo lớn có xu hướng phổ biến hơn. Là loài sống trên cây và hiếm khi xuống mặt đất. Môi trường sống của nó bao gồm đất vườn, những lùm cây, cây rụng lá và rừng bán thường xanh. Giống như các loài khác trong họ, chúng là loài đẻ nhờ tổ loài chim họa mi, chủ yếu trong chi Turdoides và một số ghi nhận đẻ nhờ tổ của Garrulax.